# Swoosie Kurtz
Swoosie Kurtz (Omaha, 6 de septiembre de 1944) es una actriz estadounidense, ganadora de un premio Emmy y de dos premios Tony.

## Carrera
Kurtz hizo su debut en Broadway en 1975 en la obra Ah, Wilderness. Recibió cinco nominaciones a los premios Tony, ganando dos por su desempeño en las obras Fifth of July (1981) y The House of Blue Leaves (1986). Por su trabajo en televisión recibió ocho nominaciones a los premios Emmy, obteniendo el galardón por su actuación en Carol and Company en 1990. Otros de sus créditos en cine y televisión incluyen las producciones Sisters (1991–1996), Huff (2004–2006), Pushing Daisies (2007–2009), Mike & Molly (2010–2016) y Liar Liar (1997).